# Tabliczka z Chamalières
Tabliczka z Chamalières – tabliczka złorzecząca (defixio) odnaleziona w 1971 na stanowisku archeologicznym „Source des Roches” w Chamalières we Francji. Jest datowana na rok 25 n.e. Zawiera jeden z najdłuższych odkrytych dotąd tekstów w języku galijskim. Tabliczka obecnie znajduje się w Musée Bargoin w Clermont-Ferrand. Autor klątwy prosi o wstawiennictwo Maponosa, celtyckiego boga młodości, jednak treść jego prośby nie została jak dotąd jednoznacznie zinterpretowana. Najpełniejszą analizę przedstawił w 1994 Pierre-Yves Lambert. Tabliczka została skatalogowana w Recueil des inscriptions gauloises, zbiorze tekstów galijskich, pod numerem L-100.

## Właściwości
Tabliczka jest wykonana z ołowiu i ma kształt prostokąta o wymiarach 6 cm x 4 cm. Ma tylko około 1 mm szerokości. Z lewej strony znajduje się uchwyt o kształcie ogona jaskółki. Treść klątwy jest zapisana rzymską kursywą w dwunastu wierszach, z czego dwa pierwsze są zapisane nieco większymi literami i wyglądają na odizolowane od reszty tekstu. Litery są niewielkie, co ma związek z magiczną naturą tekstu.

## Klątwa

### Tekst
| Tekst oryginalny | Edycja Pierre'a-Yves'a Lamberta |
| --- | --- |
| andedion uediIumi diIiuion risun artiu mapon arueriIatin lopites snIeδδic sos brixtIa anderon clucionfloronnigrinon adgarionaemilI on paterin claudIon legitumon caelion pelign claudIo pelign marcion uictorin asiatI con aδδedillI etic secoui toncnaman toncsiIontIo meIon toncsesit bue tid ollon reguccambion exops pissIiumItsoccantI rissuis onson bissIet luge dessummiIis luge dessumIis luge dessumIIs luxe | andedíon uediíumí diíiuion ri[s] sun- artiu mapon[on] arueriíatin lopites sníeθθic sos brixtia anderon C[aion] Lucion Floron Nigrinon adgarion Aemilí- on Paterin[on] Claudíon Legitumon Caelion Pelign[on] Claudío[n] Pelign[on] Marcion Uictorin[on] Asiatí- con Aθθedillí etic se-coui toncnaman toncsiíont-ío meíon toncsesit bue- tid ollon regu-c cambion exops pissíiumí-t soc canti ris-suis onson bissíet luge dessummiíis luge dessumíis luge dessumíís luxe |

### Treść i język
Analiza treści sprawia trudności z wielu powodów, związanych zarówno z cechami tabliczki z Chamalières (niewielkie litery, niekonsekwentna ortografia, w oryginale dosyć arbitrarny podział zdania na wyrazy), jak i z samym jej charakterem: nie jest znany ani autor tekstu, ani wina siedmiu wymienionych osób, które najprawdopodobniej miały być celem klątwy, niedokładnie także odcyfrowane jest, czego autor winowajcom życzy. Wyróżnione zostały trzy główne elementy konstrukcyjne tekstu: prośba o wstawiennictwo skierowana do Maponosa (wersy 1-2), prośby (wersy 3-11) i fraza zamykająca (wersy 11-12). Panuje konsens co do tego, że wymienionym siedmiu mężczyznom ma stać się krzywda fizyczna. Powodem rzucenia klątwy jest według Lamberta i Fleuriota zatarg polityczny, związany z powstaniem w Galii w 21 roku, na co wskazywać mają rzymskie imiona osób, które miało dosięgnąć przekleństwo. Lejeune sugeruje jednak, że może chodzić o sprawy osobiste, wyrównywanie rachunków, podobnie jak w przypadku innych tabliczek złorzeczących odnajdowanych w Galii.
Tabliczka złorzecząca z Chamalières dostarczyła wielu istotnych informacji na temat języka galijskiego. Z punktu widzenia systemu morfologicznego i fonetycznego, potwierdziła przejście wygłosowego /m/ w /n/ w formach biernikowych i postępującą apokopę końcowych sylab wyrazów. Poszerzyła także wiedzę na temat składni, w tym na temat tego, że ograniczenie Vendryesa (konieczność postpozycji klityk wobec czasownika lub ich powiązanie z pustą semantycznie partykułą), znane z wyspiarskich języków celtyckich, funkcjonowało także w dialektach galijskich, a także na temat budowy grupy czasownikowej .